# Route européenne 262
Pour les articles homonymes, voir E262 (homonymie) et Route 262.
La route européenne 262 est une route reliant Kaunas à Ostrov, extension de la E85.